# Ce qu'elles disent
Ce qu’elles disent est un roman de Miriam Toews basé sur des les faits réels d'abus sexuels dans la communauté mennonite de Bolivie.

## Présentation
Miriam Toews s'est inspirée des évènements d'agressions sexuelles survenues dans la communauté mennonite en Bolivie. Dans les années 2000, des filles et des femmes sont droguées et violées dans leur sommeil. Il s'agit selon la communauté des démons qui abusent d'elles, mais en réalité par des hommes mennonites, plus tard emprisonnés,. Pour l'auteure : « Il s’agit là d’un type de communauté très isolée et régie par l’autoritarisme, où la misogynie vient d’une interprétation fondamentaliste des Écritures. Les femmes sont illettrées, et elles ne peuvent pas s’exprimer ».
Le roman commence après les viols des femmes et l'emprisonnement des huit coupables. Les autres hommes de la communauté ont quitté le village pour essayer de les faire sortir de prison en payant une caution. Les femmes se regroupent et échangent entre elles pour décider de leur avenir. Deux options s'offrent à elles : continuer à vivre dans la communauté et se battre pour faire reconnaitre leurs droits, ou quitter définitivement le village.

## Récompense
- 2018, meilleur livre de l’année par The New York Times Book Review.
- 2018, Prix littéraire du Gouverneur général[5].

## Adaptation cinématographique
Le roman est adapté dans le film Women Talking, écrit et réalisé par Sarah Polley. Le tournage a lieu du 19 juillet au 10 septembre 2021, à Toronto.